# Idioma sutiaba
El idioma sutiaba —subtiava, según Sapir— o maribio (marrabio) es una lengua extinta perteneciente a la familia otomangueana. Fue hablado por un pueblo asentado en el noroeste de Nicaragua, más particularmente en torno a Sutiaba, pueblo indígena cercano a lo que hoy es la ciudad de León. Según la evidencia disponible, el sutiaba fue una lengua muy cercana al idioma tlapaneco, que actualmente se habla en el estado de Guerrero, en México. Por ello, forma parte del grupo sutiaba-tlapaneco de la dicha familia otomangueana.

## Parentesco
En 1925 Edward Sapir escribió sobre el subtiava un artículo basado en el análisis de la evidencia disponible. En el texto, Sapir incluía esta lengua en la hipotética familia hokana. Cuando Sapir escribió su artículo de 1925, el subtiava estaba a punto de extinguirse.
Oltrogge [1977] propuso una relación del subtiava con el jicaque-tol y el tequistlateco, aunque la evidencia de la relación jicaque-tol-tequistlateco es sólida, la evidencia en favor del parentesco con el subtiava es débil. Sin embargo, los trabajos comparativos que presentaron mejor evidencia del parentesco son los de Rensch [1976, 1977] y Suárez [1977] que independientemente encontraron evidencia en favor de la relación del subtiava con el tlapaneco y otras lenguas otomangueanas.

## Comparación léxica
| GLOSA  | Sutiaba  | Tlapaneco |
| ------ | -------- | --------- |
| Uno    | i·mba    | mba1      |
| Dos    | a·pu·    | a3hma3    |
| Tres   | a·su     | a2cu1     |
| Cuatro | axku     | a2kho3    |
| Hombre | ra·bu    | ša3bo3    |
| Mujer  | ra·bagu· | a'3go3    |
| Perro  | ru·wa    | šu3wã1    |
| Sol    | ahka     | a3kha'3   |
| Luna   | uku      | gő'3      |
| Agua   | i·lu     | i2ya2     |